# Acronicta luteicoma
Acronicta luteicoma är en fjärilsart som beskrevs av Augustus Radcliffe Grote och Robinson 1870. Acronicta luteicoma ingår i släktet Acronicta och familjen nattflyn. Inga underarter finns listade i Catalogue of Life.

## Bildgalleri

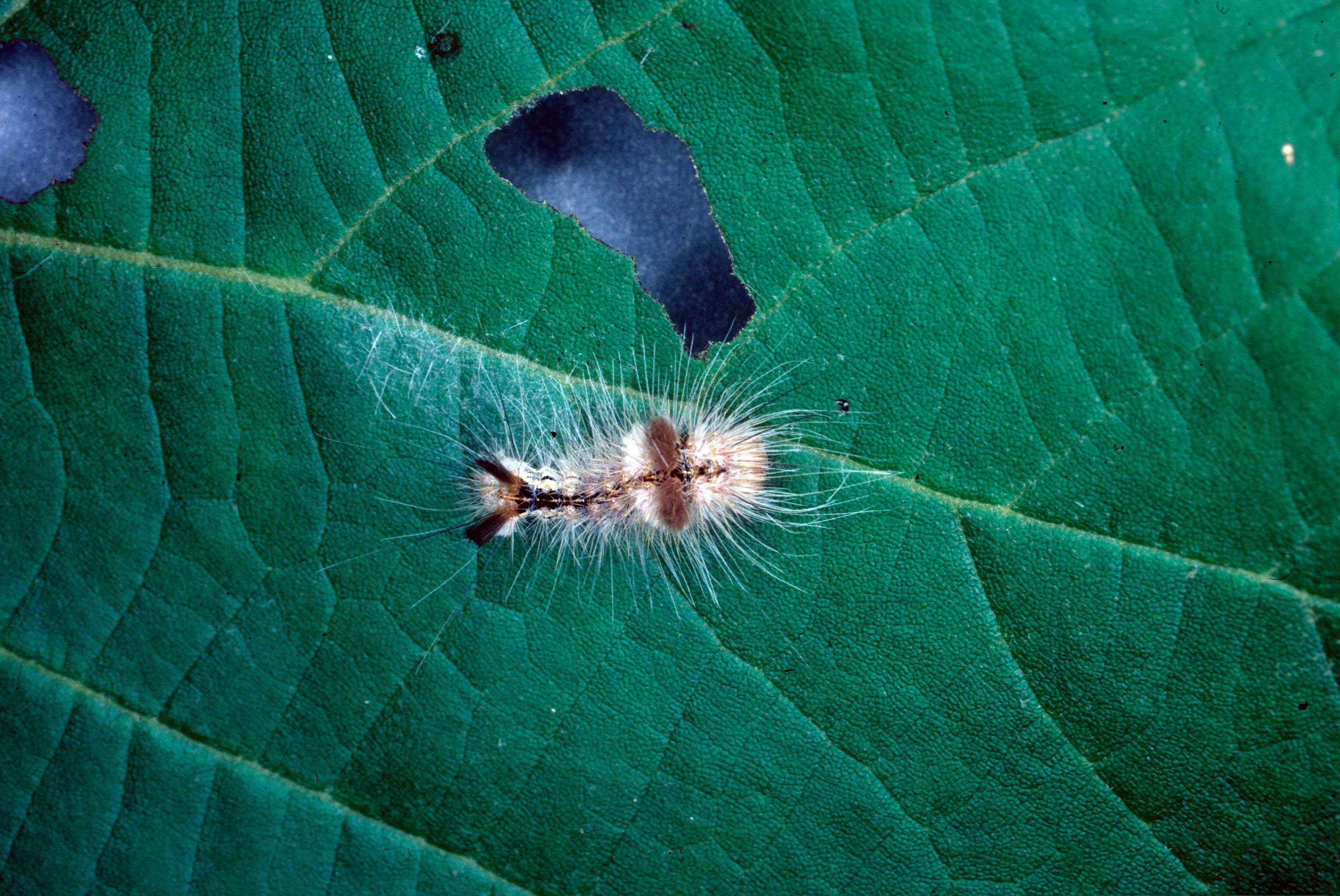
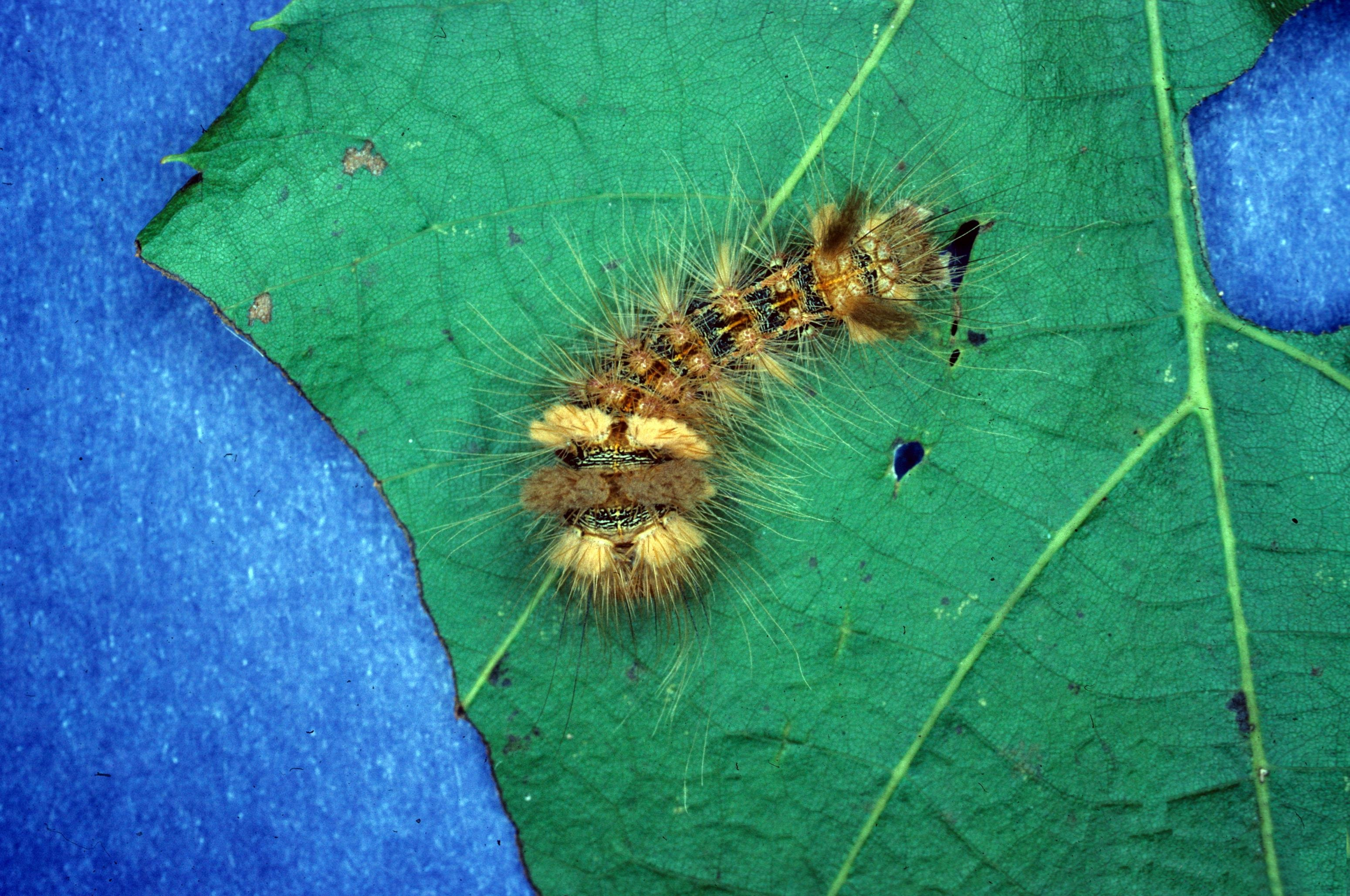